# Stavros Dimas
Stavros Dimas (en grec: Σταύρος Δήμας) (Atenes, Grècia 1941) és un advocat i polític grec que ocupà la cartera referent a Medi Ambient a la Comissió Barroso I.

## Biografia
Va néixer el 30 d'abril de 1941 a la ciutat d'Atenes. Va estudiar dret i economia a la Universitat d'Atenes, ampliant posteriorment els seus estudis a la Universitat de Nova York.
El 1969 va iniciar la seva activiat professional com a advocat a Wall Street, esdevenint l'any següent jurista del Banc Mundial.

## Activitat política

### Política nacional
Membre de Nova Democràcia (ΝΔ), l'any 1977 fou escollit diputat al Parlament de Grècia, escó que repetí en deu ocasions consecutives. Nomenat responsble de coordinació econòmica en el govern de Konstandinos Karamanlís. En el govern de Georgios Rallis fou nomenat l'any 1980 Ministre de Comerç, càrrec que ocupà fins al 1981. Portaveu del seu grup polític al Parlament entre 1985 i 1989, aquest any fou nomenat Ministre d'Agricultura en el govern de Tzannis Tzannetakis i el 1990 el primer ministre Konstandinos Mitsotakis el nomenà Ministre d'Indústria, Energia i Tecnologia, càrrec que ocupà fins al 1991.

### Política europea
Secretari General del seu partit entre 1995 i 2000, aquell any fou nomenat membre del Consell d'Europa, càrrec que desenvolupà fins al 2004. El març d'aquell any fou nomenat Comissari Europeu en la Comissió Prodi, sent el responsable de la cartera de Treball i Assumptes Socials, en substitució de la dimitida Anna Diamandopulu.
En la formació de la Comissió Barroso el novembre de 2004 fou nomenat Comissari Europeu de Medi Ambient, càrrec des del qual desenvolupà mesures per aturar el canvi climàtic mitjançant la implantació del Protocol de Kyoto, el Règim de Comerç de Drets d'Emissió de la Unió Europea o la promoció de la xarxa Natura 2000.